# Paspalum dasytrichum
Paspalum dasytrichum là một loài thực vật có hoa trong họ Hòa thảo. Loài này được Dusén ex Swallen mô tả khoa học đầu tiên năm 1967.